# بازار (فیلم)
بازار (به هندی: Baazaar) فیلمی محصول سال ۲۰۱۸ و به کارگردانی گاراو کی.چاوالا است. در این فیلم بازیگرانی همچون سیف علی خان، رادیکا آپته، چیترانگادا سینگ، دنزل اسمیت، روهان مهرا ایفای نقش کرده‌اند.